# 沙伊伯-阿尔斯巴赫
沙伊伯-阿尔斯巴赫（德語：Scheibe-Alsbach，發音：[ˈʃaɪbə ˈʔalsbax]）是德国图林根州松讷贝格县曾经的一个市镇，面积19.74平方千米，2011年12月31日人口为567人。2013年1月1日，沙伊伯-阿尔斯巴赫并入市镇伦韦格地区诺伊豪斯。